# 대한민국 사행산업통합감독위원회
사행산업통합감독위원회(射倖産業統合監督委員會, The National Gaming Control Commission)는 2007년 1월 26일에 제정된 사행산업통합감독위원회법에 근거하여 같은 해 9월 17일 국무총리에 직속된 심의·의결 기구로 사행산업으로 인한 부작용 최소화와 불법사행산업에 대한 감시를 통하여 사행산업이 건전한 여가 및 레저산업으로 발전해 나가도록 함으로써 국민의 복지증지에 이바지함을 목적으로 하는 기구이다. 경기 과천시 관문로47 정부과천청사 5동에 위치해 있다. 위원장은 장관급이고 위원은 차관급이다.

## 설립 근거
- 사행산업통합감독위원회법

## 연혁
- 2007년 1월 26일 사행산업통합감독위원회법 제정
- 2007년 9월 17일 사행산업통합감독위원회 발족
- 2010년 10월 15일 사행산업통합감독위원회 2기 위원회 출범
- 2013년 11월 4일 사행산업통합감독위원회 3기 위원회 출범
- 2014년 2월 24일 사행산업통합감독위원회법 개정
- 2014년 11월 19일 제2차 사행산업 건전발전 종합계획 수립
- 2016년 12월 6일 사행산업통합감독위원회 제4기 위원회 출범
- 2020년 2월 17일 사행산업통합감독위원회 제5기 위원회 출범
- 2023년 3월 3일 사행산업통합감독위원회 제6기 위원회 출범(2023.3.3 ~ 2026.3.2.)

## 주요 업무
- 사행산업의 통합적 관리 · 감독 및 건전화
- 사행산업 영업장 수, 매출액 규모 등에 관한 총량의 적용·조정
- 사행산업 현장 조사 및 지도 · 감독
- 불법사행산업의 감시 · 신고 접수 처리
- 도박 중독 및 문제의 예방 · 치유를 위한 대책 수립 · 시행
- 사행산업 주요정책에 대한 홍보 · 조사 · 연구 · 통계 관리 등

## 조직

### 당연직 위원 (차관급 4인)
- 문화체육관광부 제2차관
- 기획재정부 제2차관
- 행정안전부차관
- 농림수산식품부 차관

### 비상임 민간위원 (차관급 10인)

#### 사무처장
- 기획총괄과
- 예방치유과
- 감독지도과
- 조사홍보과
- 불법사행산업감시신고센터

## 역대 위원장
| 정부       | 대수 | 이름   | 임기                                | 전직                         |
| ---------- | ---- | ------ | ----------------------------------- | ---------------------------- |
| 참여정부   | 초대 | 김성진 | 2007년 09월 17일 ~ 2009년 03월 31일 | 해양수산부 장관              |
| 이명박정부 | 2대  | 김성이 | 2009년 04월 01일 ~ 2013년 11월 11일 | 보건복지가족부 장관          |
| 박근혜정부 | 3대  | 이병진 | 2013년 11월 12일 ~ 2016년 11월 11일 | 국무조정실 기획차장          |
| 박근혜정부 | 4대  | 박경국 | 2016년 12월 06일 ~ 2017년 12월 31일 | 안전행정부 1차관             |
| 문재인정부 | 5대  | 강원순 | 2018년 08월 08일 ~ 2019년 12월 05일 | 재정경제부 국제조세센터 소장 |
| 문재인정부 | 6대  | 심덕섭 | 2020년 02월 17일 ~ 2021년 02월 16일 | 국가보훈처 차장              |
| 문재인정부 | 7대  | 김춘순 | 2021년 02월 26일 ~ 2023년 02월 16일 | 국회예산정책처장             |
| 윤석열정부 | 8대  | 오균   | 2023년 03월 03일 ~ 2024년 06월 30일 | 국무조정실 1차장             |
| 윤석열정부 | 9대  | 심오택 | 2024년 07월 01일 ~                  | 국무총리 비서실장            |

## 소속 기관
- 한국도박문제예방치유원

## 같이 보기
- 강원랜드
- 국민체육진흥공단
- 복권위원회
- 한국마사회
- 한국카지노업관광협회[깨진 링크(과거 내용 찾기)]
- 한국도박문제예방치유원